# مارتين دي فريس
مارتين دي فريس (بالهولندية: Martijn de Vries)‏ هو لاعب كرة قدم هولندي في مركز الدفاع، ولد في 28 مارس 1992 في روتردام في هولندا. شارك مع منتخب هولندا تحت 17 سنة لكرة القدم. أما مع النوادي، فقد لعب مع سبارتا روتردام ونادي إكسلسيور.

## وصلات خارجية
- مارتين دي فريس على موقع قاعدة بيانات كرة القدم.إي يو (الإنجليزية)
- مارتين دي فريس على موقع Soccerway.com (الإنجليزية)